# هلفي همالاينن
هلفي همالاينن (Helvi Hämäläinen؛ هامينا، 16 يونيو 1907 - إسبو، 17 يناير 1998) كاتبة فنلندية، نشرت عشرات الكتب نثراً وشعراً خلال العقود عطاءها الستة.
ولدت هلفي هيلينا همالاينن في هامينا، انتقلت إلى هلسنكي مع والديها آرو وليدا همالاينن وهي بعد في سن ما قبل المدرسة. ظهرت رواية همالاينن الأولى «رجل الإحسان» (Hyväntekijä) في عام 1930 ولكن إطلاقتها جاءت بعد خمس سنوات مع صورتها عن الطبقة العاملة «مياه المجرى» (Katuojan vettä). ظهر أشهر كتب همالاينن «مأساة محتشمة» (Säädyllinen murhenäytelmä) في عام 1941، وهي رواية تصف الحياة الحقيقية وراء واجهة خيالية سببت ضجة كبيرة عظيمة: تمكن القراء من تحديد هوية عدد من الشخصيات الثقافية البارزة من اليوم، من بينهم أولافي بآفولاينن حبيب سابق لهمالاينن. وقد منحت وسام برو فنلنديا في عام 1959.
في عام 1987 بعد عقدين من الزمن خارج دائرة الضوء، عادت همالاينن إلى مرأى الجمهور عندما حاز ديوانها «أحلام جيلي» (Sukupolveni unta) بجائزة فنلنديا.
توفيت هلفي همالاينن عن تسعين عاماً في 17 يناير 1998. ودفنت في المقبرة الأرثوذكسية في هلسنكي.